# Janice Kawaye
Janice Hiromi Kawaye (Los Angeles, 4 aprile 1970) è una doppiatrice statunitense, di origine giapponese.

## Filmografia parziale

### Doppiatrice
- The Karate Kid - 13 episodi (1989)
- Potsworth & Co. - 13 episodi (1990)
- Capitan Planet e i Planeteers - 113 episodi (1990-1996)
- Adventures from the Book of Virtues - 39 episodi (1996-2000)
- Pigs Next Door - 13 episodi (2000)
- What About Mimi? - 39 episodi (2000-2002)
- Duel Masters - 26 episodi (2002-2004)
- My Life as a Teenage Robot - 39 episodi (2002-2006)
- Hi Hi Puffy AmiYumi - 39 episodi (2004-2006)
- Class of 3000 - 20 episodi (2006-2007)
- Toradora! - 25 episodi (2008-2009)
- World of Quest - 26 episodi (2008-2009)
- Bleach - 28 episodi (2004-2012)
- Hunter x Hunter - 18 episodi (2012-2013)
- Suisei no Gargantia - 15 episodi (2013)
- Totally Spies! - 156 episodi (2001-2014)

### Attrice
- La notte della cometa (Night of the Comet), regia di Thom Eberhardt (1984)